# Macromidia atrovirens
Macromidia atrovirens är en trollsländeart som beskrevs av Maurits Anne Lieftinck 1935. Macromidia atrovirens ingår i släktet Macromidia och familjen skimmertrollsländor. Inga underarter finns listade i Catalogue of Life.